# Fissidens badyinbarus
Fissidens badyinbarus är en bladmossart som beskrevs av Stone 1993. Fissidens badyinbarus ingår i släktet fickmossor, och familjen Fissidentaceae. Inga underarter finns listade i Catalogue of Life.